# Рункурел (Горж)
Рункурел (рум. Runcurel) насеље је у Румунији у округу Горж у општини Матасари. Oпштина се налази на надморској висини од 272 m.

## Становништво
Према подацима из 2002. године у насељу је живело 430 становника, од којих су сви румунске националности.